# Holiday Pocono
Holiday Pocono es un lugar designado por el censo ubicado en el condado de Carbon en el estado estadounidense de Pensilvania. En el Censo de 2010 tenía una población de 476 habitantes y una densidad poblacional de 124,27 personas por km².

## Geografía
Holiday Pocono se encuentra ubicado en las coordenadas 40°25′52″N 78°23′35″O / 40.43111, -78.39306. Según la Oficina del Censo de los Estados Unidos, Holiday Pocono tiene una superficie total de 3.83 km², de la cual 3.77 km² corresponden a tierra firme y (1.68%) 0.06 km² es agua.

## Demografía
Según el censo de 2010, había 476 personas residiendo en Holiday Pocono. La densidad de población era de 124,27 hab./km². De los 476 habitantes, Holiday Pocono estaba compuesto por el 98.32% blancos, el 1.05% eran afroamericanos, el 0% eran amerindios, el 2.1% eran asiáticos, el 0% eran isleños del Pacífico, el 1.05% eran de otras razas y el 1.68% pertenecían a dos o más razas. Del total de la población el 8.4% eran hispanos o latinos de cualquier raza.